# Der spazierende Mann
Der spazierende Mann (jap. 歩くひと, Aruku hito) ist ein Manga des japanischen Zeichners Jirō Taniguchi aus dem Jahr 1990. Das 152 Seiten umfassende Werk gilt als eines der bedeutendsten des Künstlers.

## Inhalt
In 18 kurzen Kapiteln werden die Erlebnisse eines jungen Mannes geschildert, der mit seiner Frau ein eigenes Haus in der Vorstadt bezogen hat. Er entdeckt auf Spaziergängen die Umgebung, die Parks und die engen Gassen, macht alltägliche Erlebnisse. Nachdem seine Frau einen Hund fand und beide ihn aufnahmen, nimmt der Mann ihn meist mit auf seine Spaziergänge. 
Dabei wird nie der Name des Mannes, sein Beruf oder der Handlungsort bekannt.

## Veröffentlichung
Der Manga erschien in Japan 1990 und 1991 im Manga-magazin Weekly Morning des Verlags Shogakukan. Dieser veröffentlichte die Kapitel danach in einem Tankōbon. 
Die erste Veröffentlichung des Werkes außerhalb Japans geschah 1995 in Frankreich durch den Verlag Casterman unter dem Titel L'Homme qui marche. Später folgten unter anderem Übersetzungen ins Italienische, Spanische und Englische. 2009 erschien der Band beim Carlsen Verlag auf Deutsch. 

## Stil und Analyse
Der Manga enthält nur relativ wenige Sprechblasen. Das Werk ist in einem für den Manga ungewöhnlich detailreichen und realistischen Zeichenstil gehalten, der stark von der europäischen Ligne claire beeinflusst ist. Laut Andreas Platthaus zeige sich aber in den geschilderten Situationen die japanischen Wurzeln der Kunst Taniguchis. Er vergleicht das Werk mit dem Bilder-Zyklus Tsuki hyakushi des Ukiyo-e-Künstlers Yonejiro Owariya besser bekannt als Tsukioka/Taiso Yoshitoshi aus dem 19. Jahrhundert. Der Zyklus zeigt 100 verschiedene Aspekte des Mondes, wobei der Mond nur selten Hauptthema der einzelnen Bilder ist. Genauso zeige Taniguchi die Aspekte des spazierenden Mannes und führe so die Tradition der Ukiyo-e fort.
Gemeinsam mit dem zeitgleich erschienenen Werk Träume vom Glück führe Der spazierende Mann zudem das Glück als Essenz menschlichen Lebens vor. Der Protagonist lässt sich auf seine Umgebung ein und lernt sie nach und nach kennen. Platthaus bezeichnet den Manga auch als „verkappte Autobiografie“, die Geschichten zeigten erkennbar persönliche Erlebnisse des Künstlers.

## Bedeutung und Rezeption
Der spazierende Mann war der erste Manga Taniguchis, der außerhalb Japans verlegt wurde.
Laut Andreas Platthaus ist die Geschichte eine grandiose Verschmelzung von Inhalt und Form. Paul Gravett schreibt von einer „schwingenden klaren Linie“ und nachdenklicher Stille in einer „Sammlung stummer Bilder“. Bei Comic Radio Show spricht man von einem besonderen Seh- und Lesevergnügen.